# Televisieproducent
Een televisieproducent is een persoon die werkzaam is in de media en entertainment. Deze persoon heeft leiding over alle mogelijke aspecten van een televisieserie of -programma, van ideeverwerking tot casting. Het is meestal de producent die verantwoordelijk is voor de kwaliteit van het programma, hoewel er voor elke serie andere regels gelden. De producent probeert ook alle mogelijke problemen op te lossen. 
Sommige producenten nemen een meer financiële rol op zich. Ze kunnen zich dan executive producer noemen. Ze houden zich meer bezig met kosten, contracten en schulden. Andere producenten zijn meer bezig met de dagelijkse bezigheden, waaronder scenarioschrijven, design, casting en regisseren. 